# 오타촌 (아이치현 지타군)
오타촌(大田村)은 아이치현 지타군에 설치되었던 촌이다. 현재의 도카이시에 해당한다.